# Abtrünnig
Abtrünnig heißt ein 2005 erschienener Roman von Reinhard Jirgl.
Zu den Hauptfiguren zählt ein Hamburger Journalist, der durch seine Geliebte ermutigt nach Berlin geht, um Schriftsteller zu werden.
Das Buch enthält Beschreibungen „aus dem Journalisten-Gewerbe, Milieuschilderungen aus der Berliner Zeitungs- und Kulturszene.“ Jirgl „leuchtet das Abgründige, das Verdrängte unserer gesellschaftlichen Konventionen grell und unnachgiebig aus“.

## Text
- Reinhard Jirgl, Abtrünnig, Roman aus der nervösen Zeit, München (Carl Hanser Verlag) 2005, 544 Seiten, ISBN 3446206582